# Armin Shimerman
Armin Shimerman (Lakewood, 5 novembre 1949) è un attore e doppiatore statunitense, attivo a teatro, in cinema e televisione. È noto per aver interpretato il personaggio di Quark nell'universo fantascientifico di Star Trek. È inoltre autore di romanzi, tra cui alcuni appartenenti al franchise di Star Trek, e ha registrato numerosi audiolibri, soprattutto di genere fantascientifico.

## Biografia
È apparso in numerose serie televisive, quali: Buffy l'ammazzavampiri, Invisible Man, Streghe e Numb3rs.
Nel 1987 entra a far parte del franchise di fantascienza Star Trek, interpretando vari personaggi Ferengi. Il primo è quello di Letek, nell'episodio L'ultimo avamposo (The Last Outpost) della prima stagione di Star Trek: The Next Generation. Segue Daimon Bractor nell'episodio Una perfetta strategia (1989, The Last Outpost) della seconda stagione, sempre di The Next Generation. Nel 1993 entra a far parte del cast di Star Trek: Deep Space Nine, terza serie live-action del franchise, in cui interpreta il proprietario del bar della passeggiata di Deep Space Nine, Quark. Rimane nel cast per tutte le sette stagioni della serie apparendo inoltre come Quark anche nell'episodio Alexander (Firstborn) di The Next Generation; nel pilota di Star Trek: Voyager; in una scena cancellata di Star Trek - L'insurrezione e prestando la voce al personaggio in alcuni videogiochi del franchise.

## Vita privata
È sposato con l'attrice Kitty Swink.

## Filmografia parziale

### Attore

#### Cinema
- Stardust Memories, regia di Woody Allen (1980)
- Stoogemania: i nuovi fratelli Marx (Stoogemania), regia di Chuck Workman (1985)
- The Hitcher - La lunga strada della paura (The Hitcher), regia di Robert Harmon (1986)
- Appuntamento al buio (Blind Date), regia di Blake Edwards (1987)
- Curve pericolose (Dangerous Curves), regia di David Lewis (1988)
- Colpi proibiti (Death Warrant), regia di Deran Sarafian (1990)
- La prossima vittima (Eye for an Eye), regia di John Schlesinger (1996)
- Star Trek - L'insurrezione (Star Trek: Insurrection), regia di Jonathan Frakes (1998) - scene tagliate
- Dead & Deader (2006)
- 2151 - Minaccia aliena (5th Passenger), regia di Scotty Baker (2017)
- Golden Boy, regia di Stoney Westmoreland (2018)
- Can't Have You, regia di Mark A. Altman (2018)
- The Circuit, regia di Prince Bagdasarian, James Bird e Tim Gagliardo (2019)
- Unbelievable!!!!!, regia di Steven L. Fawcette (2020)
- Ratchet & Clank: Life of Pie, regia di Mike Alcock e Craig George - cortometraggio (2021)
- The Assassin's Apprentice: Silbadores of the Canary Islands, regia di Russ Emanuel - cortometraggio (2022)

#### Televisione
- Donne a West Point (Women at West Point), regia di Vincent Sherman – film TV (1979)
- Bulba, regia di James Frawley – film TV (1981)
- Hill Street giorno e notte (Hill Street Blues) – serie TV, episodio 3x03 (1982)
- Oh Madeline – serie TV, episodio 1x08 (1983)
- Appartamento in tre (We Got It Made) – serie TV, episodio 1x12 (1983)
- I magnifici sei (The Four Seasons) – serie TV, episodio 1x01 (1984)
- New York New York (Cagney & Lacey) – serie TV, episodio 3x01 (1984)
- The Paper Chase – serie TV, episodio 2x09 (1984)
- Mai dire sì (Remington Steele) – serie TV, episodio 3x02 (1984)
- Alice – serie TV, episodio 9x09 (1985)
- AfterMASH – serie TV, episodio 2x08 (1985)
- I Had Three Wives – serie TV, episodio 1x01 (1985)
- L'albero delle mele (The Facts of Life) – serie TV, episodio 7x01 (1985)
- Troppo forte! (Sledge Hammer) – serie TV, episodio 2x10 (1987)
- Star Trek: The Next Generation – serie TV, 4 episodi (1987-1997)
- Star Trek: Deep Space Nine – serie TV, 173 episodi (1993-1999) – Quark
- Star Trek: Voyager – serie TV, episodio 1x01 (1995) – Quark
- Buffy l'ammazzavampiri – serie TV, 19 episodi (1997-2001)
- Stargate SG-1 – serie TV, episodio 1x08 (1997)
- Ally McBeal – serie TV, episodio 1x10 (1997)
- Streghe (Charmed) – serie TV, episodio 4x19 (2002)
- West Wing - Tutti gli uomini del Presidente (The West Wing) – serie TV, episodio 3x21 (2002)
- Boston Legal – serie TV, 7 episodi (2006)
- Castle – serie TV, episodio 5x06 (2012)
- Timeless – serie TV, episodio 1x10 (2017)
- Alone Together: A DS9 Companion – serie TV, episodio 1x04 (2020)
- The Rookie – serie TV, episodio 3x01 (2021)

### Doppiatore

#### Cinema
- Ratchet & Clank, regia di Kevin Munroe (2016)

#### Televisione
- Le tenebrose avventure di Billy e Mandy (The Grim Adventures of Billy & Mandy) - serie animata, 23 episodi (2001-2007)
- Uncle Grandpa - serie animata, episodio 4x23 (2016)
- We Bare Bears - Siamo solo orsi (We Bare Bears) - serie animata, episodio 4x09 (2018)

#### Videogiochi
- Bioshock (2007)
- Ratchet & Clank: Alla ricerca del tesoro (Ratchet & Clank Future: Quest for Booty) (2008)
- Mass Effect 2 (2010)
- Star Trek Online (2010)
- Bioshock 2 (2010)
- StarCraft II: Wings of Liberty (2010)
- Diablo III: Reaper of Souls (2014)
- Ratchet & Clank (2016)
- Batman: Arkham Underworld (2016)
- LEGO DC Super-Villains (2018)
- Death Stranding (2019)
- Mass Effect Legendary Edition (2021)
- Ratchet & Clank: Rift Apart (2021)
- Psychonauts 2 (2021)

### Sceneggiatore
- Evil Con Carne - serie animata, episodio 2x04 (2004)

## Teatro (parziale)
- Threepenny Opera (1976-1977)
- Saint Joan (1977-1978)
- I Remember Mama (1979)

## Discografia parziale

### Audiolibri
- 1997 - Star Trek: Deep Space Nine: Legends of the Ferengi
- 1997 - War Of The Worlds (con Brent Spiner, Dwight Schultz, Gates McFadden, Jerry Hardin, Leonard Nimoy, Meagen Fay, Wil Wheaton)
- 1999 - Star Trek: Deep Space Nine: The 34th Rule
- 2004 - Anne Of Green Gables (con altri)
- 2006 - Twelve Angry Men (con Dan Castellaneta, Héctor Elizondo, Jeffrey Donovan, Richard Kind)
- 2008 - The Maltese Falcon (Dramatized) (con Burt Hoss, Edward Herrmann, Keith Szarabajka, Laura Gardner, Michael Madsen, Michael Saad, Sandra Oh, Tom Towles)
- 2013 - Die, Snow White! Die, Damn You!: A Very Grimm Tale (con Simon Helberg, Barry Creyton, Kate Burton, Robin Sachs, Sandra Oh, Ned Schmidtke, Melinda Peterson, Keith Szarabajka)
- 2016 - Aces Abroad (con altri)

## Libri (parziale)

### Romanzi
- (EN) Armin Shimerman e David R. George III, The 34th Rule, collana Star Trek: Deep Space Nine, n. 23, New York, Pocket Books, 1999, ISBN 0671007939.
- (EN) Armin Shimerman, The Merchant Prince, collana The Merchant Prince, n. 1, New York, Pocket Books, 2000, ISBN 0671035924.
- (EN) Armin Shimerman, Outrageous Fortune, collana The Merchant Prince, n. 2, New York, Pocket Books, 2002, ISBN 9780743417488.
- (EN) Armin Shimerman, Capital Offense, collana The Merchant Prince, n. 3, New York, Pocket Books, 2003, ISBN 0671035940.
- (EN) Armin Shimerman e Ghia Szwed-Truesdale, Betrayal of Angels, collana Illyria, n. 1, Jumpmaster Press, 2020, ISBN 9781949184310.
- (EN) Armin Shimerman, A Sea of Troubles, collana Illyria, n. 2, Jumpmaster Press, 2021, ISBN 9781949184648.

## Riconoscimenti
- Behind the Voice Actors Awards
  - 2017 – Candidatura come Miglior ensemble vocale in un videogioco per Ratchet & Clank (condiviso con altri)
  - 2017 – Candidatura come Miglior interpretazione vocale maschile in un lungometraggio in un ruolo di supporto per Ratchet & Clank
- Daytime Emmy Awards
  - 2017 – Candidatura come Miglior attore non protagonista o ospite in una serie drammatica diurna digitale per Red Bird
- NAVGTR Awards
  - 2006 – Candidatura come Miglior attore non protagonista in una commedia per Psychonauts
  - 2010 – Candidatura come Miglior attore protagonista in una commedia per Ratchet & Clank Future: A Crack in Time
- Online Film & Television Association
  - 1999 – Candidatura come Miglior attore in una serie in syndication per Star Trek: Deep Space Nine

## Doppiatori italiani
Nelle versioni in italiano delle opere in cui ha recitato, Armin Shimerman è stato doppiato da:
- Giulio Platone in Star Trek: Deep Space Nine (st. 1-6), Star Trek: Voyager
- Gianni Quillico in Ally McBeal
- Luca Dal Fabbro in Star Trek: Deep Space Nine (st. 7)
- Luca Biagini in Streghe
- Dante Biagioni in La prossima vittima
- Giovanni Petrucci in Buffy l'ammazzavampiri
- Mario Brusa in Nip/Tuck
- Sandro Sardone in Star Trek: The Next Generation (ep. 1x05)
- Nino Prester in Star Trek: The Next Generation (ep. 2x21)
- Stefano Mondini in Star Trek: The Next Generation (ep. 7x21)
- Sergio Lucchetti in Boston Legal
- Oliviero Dinelli in Leverage - Consulenze illegali
- Antonio Palumbo in Castle
- Giorgio Lopez in CSI - Scena del crimine
- Toni Orlandi in Perception

Nelle opere a cui partecipa come doppiatore, in italiano è stato sostituito da:
- Diego Sabre in Bioshock, Mass Effect 2, Bioshock 2
- Riccardo Rovatti in Ratchet & Clank: Alla ricerca del tesoro, Ratchet & Clank (videogioco 2016), Ratchet & Clank: Rift Apart
- Luca Dal Fabbro in Ratchet & Clank, Star Trek: Lower Decks
- Gerolamo Alchieri in Death Stranding, Death Stranding 2
- Luca Sandri in StarCraft II: Wings of Liberty